# Zilla Slab
Pour les articles homonymes, voir Zilla.
Zilla Slab est une police de caractères mécane sous licence libre, commandée par la Mozilla Foundation dans le cadre de l'évolution de son image de marque de la mi-2016 à 2017,,. Il a été créé en 2017 par Peter Biľak et Nikola Djurek, créateurs de polices de caractères pour la fonderie Typotheque. Il est inspiré de la police Tesla Slab, également conçue à l'origine par Typotheque. Sa variante Zilla Slab Highlight présente certaines particularités, comme le « ill » qui se transforme en « :// », de manière à correspondre au nouveau logo de la fondation : « Moz://a ».

## Utilisation
Zilla Slab est utilisée comme police de marque par la fondation Mozilla, présentée dans son logo ainsi que dans ses autres produits et projets, tels que MDN Web Docs et Common Voice,.  
Le 21 février 2018, l'université de l'Ohio a commencé à utiliser Zilla Slab comme police secondaire.  

## Disponibilité
Zilla Slab est disponible sur GitHub, Google Fonts et via le CDN de Mozilla. Sa variante, Zilla Slab Highlight, provient également du même dépôt GitHub et est également disponible sur Google Fonts. 